# دئوتراتد متانول
دئوتراتد متانول (به انگلیسی: Deuterated methanol) با فرمول شیمیایی C2H4O یک ترکیب شیمیایی با شناسه پاب‌کم 24087 است. که جرم مولی آن ۳۶٫۰۶۶۵ گرم بر مول می‌باشد. 